# Flore Geleedts
Flore Geleedts (Gent, 1866-1938) was een Belgisch kunstschilderes. Ze schilderde voornamelijk bloemstukken.
Geleedts stelde regelmatig, samen met haar zus Valérie, tentoon in de Salle Taets in Gent en enkele keren in de Cercle Artistique et Littéraire. Ze was gehuwd met haar leraar, kunstschilder Jozef Vindevogel. Ze droeg door het succes van haar kunst aanzienlijk bij aan hun welstand. Ze ondertekende haar werk met haar trouwnaam Flore Vindevogel Geleedts.

## Tentoonstellingen
Cercle Artistique et Littéraire:
- 1894, met Valérie Geleedts, Virginie Claes en Marie-Anne Tibbaut
- 1896, met Valérie Geleedts en Marie-Anne Tibbaut
- 1897, met Valérie Geleedts, Marie-Anne Tibbaut Carolus Tremerie, Rodolphe Wytsman, Juliette Wytsman-Trullemans
- 1898, met Valérie Geleedts en Marie-Anne Tibbaut
- 1899, met Jozef-Xavier Vindevogel
- 1904, met Valérie Geleedts, Marie-Anne Tibbaut, Mabel Elwes Cole, Marguerite Dumont en Valentine Dumont
- 1905, met Jozef-Xavier Vindevogel